# Erich Pfaff

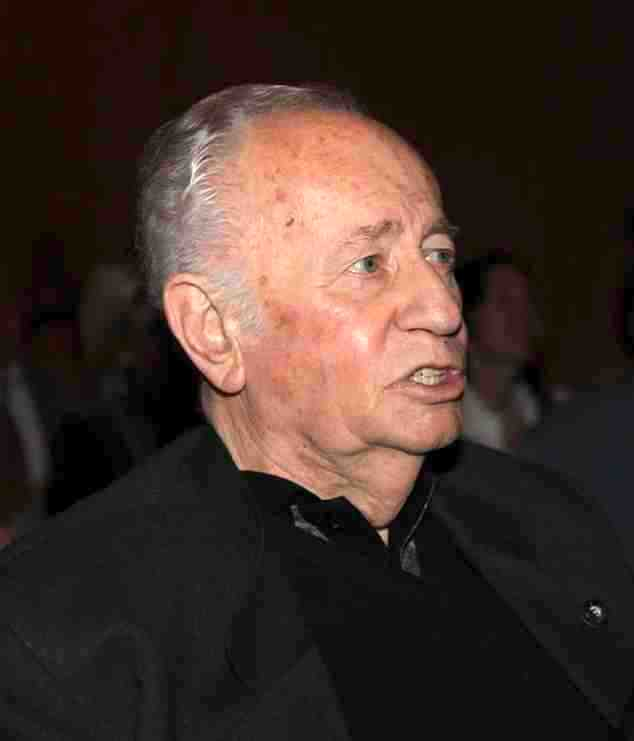
Erich Pfaff (2009)

Erich Pfaff (* 21. März 1930 in Timișoara, Königreich Rumänien; † 20. Juni 2011 in Ingolstadt) war ein rumäniendeutscher Schulleiter und Politiker aus der deutschsprachigen Minderheit der Banater Schwaben. Er war Erster Vorsitzender des Demokratischen Forums der Deutschen im Banat und langjähriger Leiter des Nikolaus-Lenau-Lyzeums in Timișoara.

## Leben
Mit dem ersten Nachkriegs-Absolventenjahrgang legte Erich Pfaff im Schuljahr 1948/49 das Abitur am deutschsprachigen Nikolaus-Lenau-Lyzeum in Timișoara ab. Danach studierte er Geographie an der Babeș-Bolyai-Universität in Cluj. 1953 kehrte er als Junglehrer für Geographie an das Nikolaus-Lenau-Lyzeum zurück. 1957 veröffentlichte Pfaff im Bukarester Jugendverlag den Band Schiffe, Schilf und Schienen. Von 1965 bis 1992 war er mit kurzen Unterbrechungen Direktor des Lyzeums. Zusätzlich lehrte er als Professor für Architekturgeschichte an der Baufakultät der Polytechnischen Universität Timișoara.
Pfaff gründete 1968 die deutsche Abteilung der Volkshochschule in Timișoara. Eine Universitate Populară mit Unterricht in rumänischer Sprache wurde bereits Anfang der 1960er Jahre gegründet. Die Vorträge der deutschen Volkshochschule wurden im Festsaal des Nikolaus-Lenau-Lyzeums zunächst monatlich, später zweiwöchentlich, ab 1972 schließlich wöchentlich mit breit gefächerter Thematik aus Literatur, Musik, Architektur, Geographie, Lokalgeschichte, Naturwissenschaften und anderen Bereichen gehalten. Wegen des großen Interesses wurden die Vorträge ab 1973 an zwei Terminen in der Woche und ab 1974 zeitweise sogar viermal wöchentlich wiederholt. Erich Pfaff war dabei nicht nur der Gründer und Organisator, sondern auch Hauptvortragender und brachte es so auf mehrere tausend Vorträge.
Nach der Rumänischen Revolution 1989 war er von 1990 bis 1992 der erste Vorsitzende des Demokratischen Forums der Deutschen im Banat und für kurze Zeit auch Mitglied des rumänischen Parlaments. 1992 trat Erich Pfaff in den Ruhestand und übersiedelte nach Herford. Seither hielt er in Volkshochschulen, Kirchengemeinden oder Seniorenresidenzen über 800 Vorträge (Stand: 2008) zum Thema Stararchitekten des 20. und 21. Jahrhunderts.

## Auszeichnungen
Erich Pfaff erhielt im Oktober 2008 das Exzellenzdiplom der Stadt Timișoara. Er war Ehrenmitglied im Demokratischen Forum der Banater Berglanddeutschen und Ehrenvorsitzender im Verein der Freunde der Lenauschule Temeswar.